# Abbad ibn Sulayman
Abu-Sahl Abbad ibn Sulayman al-Basrí as-Saymarí (o ad-Daymarí) (àrab: أبو سهل عباد بن سليمان البصري, Abū Sahl ʿAbbād b. Sulaymān al-Baṣrī) (m. c. 864) fou un teòleg mutazilita del segle ix, originari del Djibal (Pèrsia) i deixeble de Hixam ibn Amr al-Fuwatí. Va viure molt de temps a Bàssora, on es va desenvolupar una escola mutazilita. Va escriure nombrosos llibres.